# Ehrenmal für die Gefallenen der Weltkriege Frankfurt-Seckbach

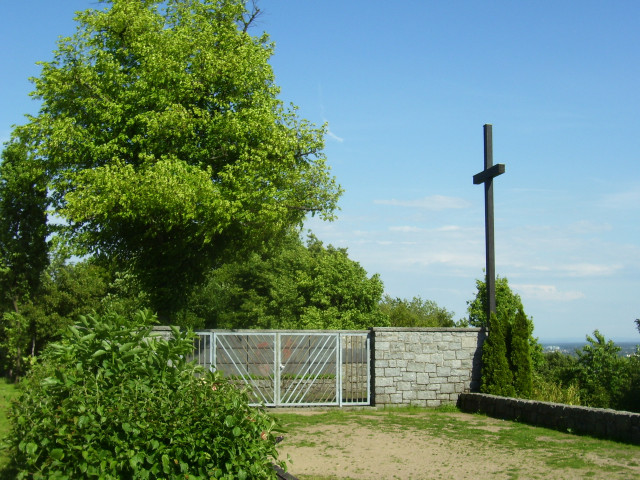
Ehrenmal für die Seckbacher Gefallen der Weltkriege im Lohrpark auf dem Lohrberg in Frankfurt am Main-Seckbach

Das Ehrenmal für die Seckbacher Gefallenen der Weltkriege steht innerhalb der Grünanlagen des Lohrparks auf dem Lohrberg in dem zu Frankfurt am Main gehörenden Stadtteil Seckbach.

## Geschichte

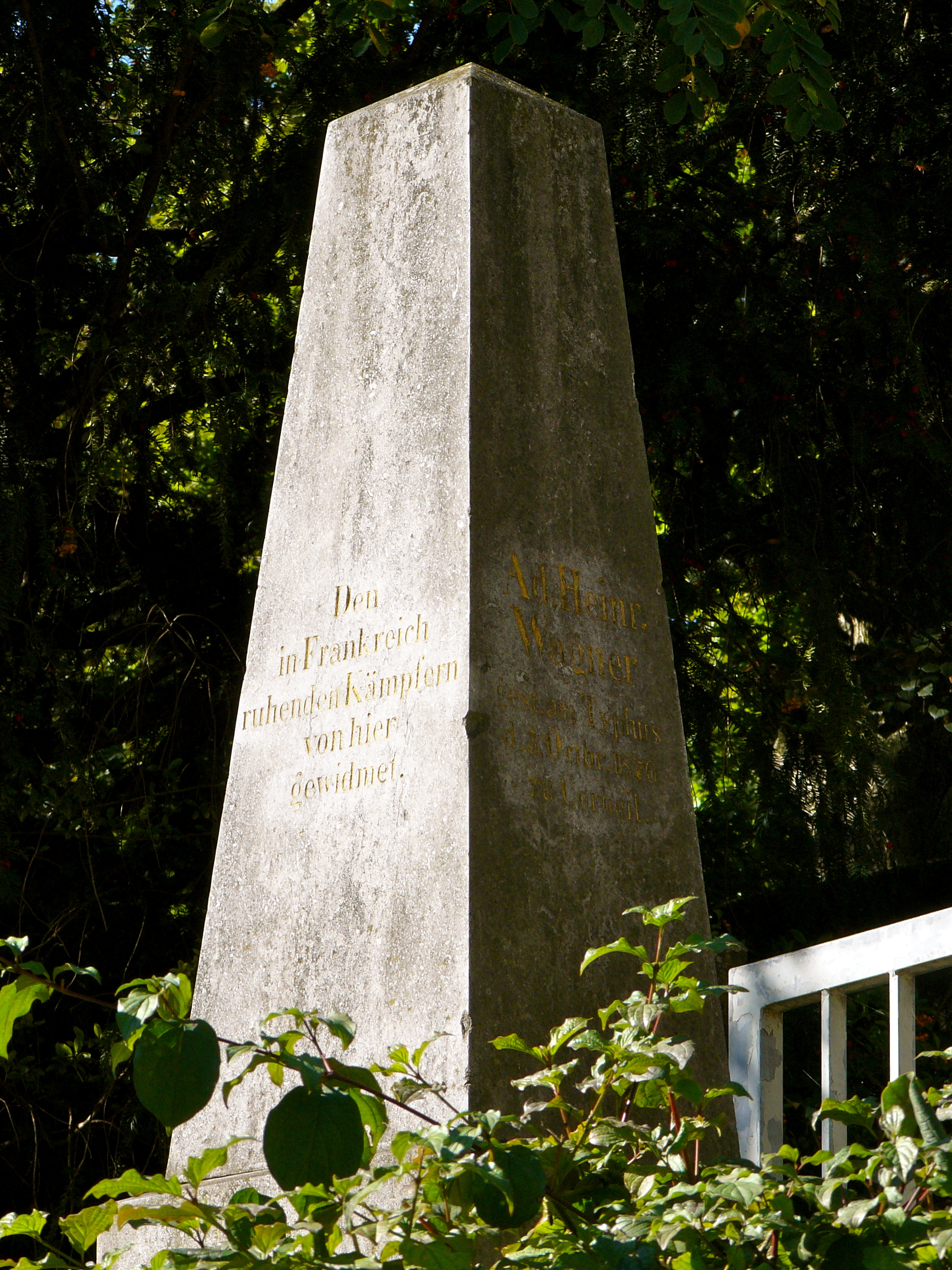
Seckbachs Kriegerdenkmal

Ein Krieger-Ehrenmal für die Seckbacher, die während der deutschen Einigungskriege 1864, 1866 und 1870/71 gefallen sind, steht vor dem Kirchhof der Marienkirche. Es besitzt einen quaderförmigen Sockel mit einem Obelisk-artigen Aufsatz, in den Namen und Widmung eingemeißelt sind.
Das Ehrenmal für die Seckbacher Gefallenen des Ersten Weltkrieges wurde 1930 im gerade vollendeten Lohrpark auf dem zum Berger Rücken zählenden Lohrberg in Frankfurt-Seckbach auf Beschluss der Stadtverordnetenversammlung errichtet und feierlich eingeweiht. Der Bezirksverein Seckbach und zahlreiche andere ortsansässige Vereine entsandten Vertreter in Frack und Zylinder mit Vereinsfahnen und Ehrenkränzen zum Gedenken der auf fünfzehn Metalltafeln verzeichneten 125 Seckbacher Gefallenen.
Knapp fünfzig Jahre nach dem Ende des Zweiten Weltkrieges beschloss die Stadtverwaltung Frankfurts, das Ehrenmal auch den Seckbacher Gefallenen dieses Krieges zu widmen, was am 23. November 1993 durch Anbringung einer entsprechenden Tafel erfolgte.
Anlässlich des Ewigkeitssonntages bzw. Totensonntages und zum Jahrestag der Befreiung am 8. Mai (1945) werden Kränze und Blumengestecke niedergelegt.
Die von Graffiti verunstaltete Außenmauer des Ehrenmals wurde im Jahre 2014 gereinigt. Gegen die Nutzung des Vorplatzes als Säufertreff konnten jedoch bisher keine Mittel gefunden werden.

## Charakterisierung
Bei dem Denkmal handelt es sich um ein 5 × 10 Meter umfassendes Areal, das von einer 1,70 Meter hohen Natursteinmauer umgeben ist. Es besitzt einen einsehbaren Innenhof mit einem zweiflügeligen Zugangstor aus diagonal angeordneten Metallstreben, einen mit Sand bestreuten Vorplatz mit Sitzbänken und einen Treppenaufgang. Der Innenhof selbst ist mit Natursteinen gepflastert, vor den Gedenktafeln befindet sich ein aus Natursteinen gemauertes Blumenbeet. Das Ehrenmal ist Teil der Anlage des ab 1924 entstandenen Lohrparks und wird von einem 5 Meter hohen Kreuz dominiert.
Im Innenhof des Ehrenmales wurden an der längsten, dem Zugang gegenüberliegenden Mauer sechzehn Metallplatten angebracht, auf denen die Namen der Gefallenen des Stadtteils Seckbach zu lesen sind. Fünfzehn dieser Metallplatten sind in drei Reihen übereinander angeordnet, die sechzehnte Platte wurde rechts davon an die mittlere Reihe angefügt.
Die mittlere Tafel der obersten Reihe trägt die Inschrift Den Gefallenen zum Gedächtnis, der Jugend zum Vermächtnis, die sechzehnte Tafel aus dem Jahr 1993 den Schriftzug Den Toten von 1939–1945.
Das Ehrenmal ist in Hanglage dem Stadtteil Seckbach zugewandt und größtenteils von Büschen und Bäumen umgeben. An seiner Rückseite grenzt es direkt an den vom Weingut der Stadt Frankfurt am Main bewirtschafteten Weinberg Lohrberger Hang. Vom Vorplatz des Ehrenmals und den dort stehenden Sitzbänken aus hat man einen freien Blick auf einen Teil der Grünanlagen des Lohrparks, auf Teile Seckbachs, den Huthpark und die Frankfurter Skyline.